# دينامو اوتو تيراسبول
دينامو اوتو تيراسبول (بالرومانية: Dinamo-Auto Tiraspol)‏ هو نادي كرة قدم مولدوفي تأسس في 2009 ، يقع مقره الرئيسي في تيراسبول، ويلعب في Moldovan Liga 1 ‏.

## وصلات خارجية
- الموقع الرسمي